# Bronco Billy
Bronco Billy és una pel·lícula nord-americana de 1980, dirigida per Clint Eastwood. Protagonitzada per Clint Eastwood, Sondra Locke, Geoffrey Lewis, Scatman Crothers, Bill McKinney, Sam Bottoms, Dan Vadis i Serra Pecheur en els papers principals.

## Argument
Bronco Billy dirigeix un circ ambulant sobre el salvatge oest. Quan entra en escena una rica i repel·lent hereva la mala sort s'acarnissa amb els components de l'espectacle.

## Repartiment
- Clint Eastwood ... Bronco Billy
- Sondra Locke ... Antoinette Lilly
- Geoffrey Lewis ... John Arlington
- Scatman Crothers ... Doc Lynch
- Bill McKinney ... Lefty LeBaw
- Sam Bottoms ... Leonard "Lenny" James
- Dan Vadis ... Cap Gran Àguila
- Sierra Pecheur ... Lorraine Aigua-que-corre

## Al voltant de la pel·lícula
És una de les pel·lícules de les que en Clint Eastwood se sent més orgullós. Al final de la pel·lícula Bronco Billy es dirigeix al públic (espectador) i s'acomiada en castellà "Adiós, amigos". Clint va assegurar que seria la perfecta pel·lícula per a ser dirigida per Frank Capra si aquest seguís fent pel·lícules. Sondra Locke va ser candidata com la pitjor actriu en els premis Razzie de 1981.